# Parengan
Parengan is een bestuurslaag in het regentschap Lamongan van de provincie Oost-Java, Indonesië. Parengan telt 2186 inwoners (volkstelling 2010).